# Анкобра
Анкобра (англ. Ankobra River) — река в южной Гане, в Западной Африке. Исток берёт северо-восточнее города Виавсо и юго-западнее Бибиани в области Вестерн-Норт, течёт около 190 километров на юг и впадает в Гвинейский залив Атлантического океана западнее города Аксим, торгового центра области, в Западной области. Бассейн Анкобры располагается между бассейнами Тано (на западе) и Пра. Длина реки около 190 км. Притоки: Манси (Mansi River, левый), Фуре (Fure River) и Бонса (Bonsa River, левый). Площадь речного бассейна 8272 км². Судоходна на протяжении 80 км от устья.